# Neds
Neds è un film del 2010 scritto e diretto da Peter Mullan, che ne è anche interprete non protagonista e co-produttore.
Il titolo è un acronimo di "Non-Educated Delinquents".

## Riconoscimenti
- Festival Internazionale del Cinema di San Sebastián
  - Concha de Oro